# 40201 Besely
40201 Besely este o planetă minoră (asteroid) din centura de asteroizi. A fost descoperită pe 21 septembrie 1998 la Caussols de OCA-DLR Asteroid Survey⁠(d). 
Obiectul prezintă o orbită caracterizată de o semiaxă mare de 3,1125256743636 UAi, o excentricitate de 0,084170598112907, o înclinație de 12,439549841015 ° în raport cu ecliptica.